# İsmayıllı (Rayon)

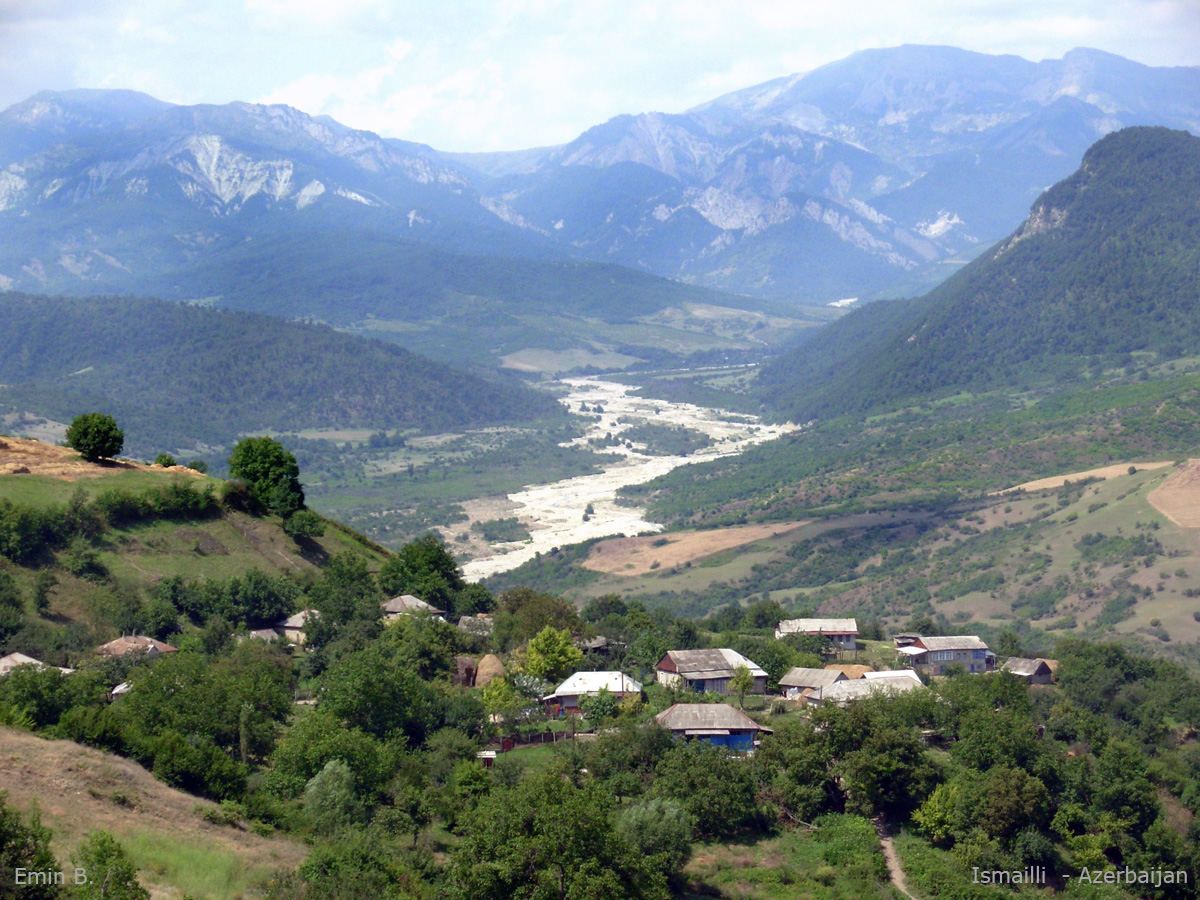
Landschaft İsmayıllıs

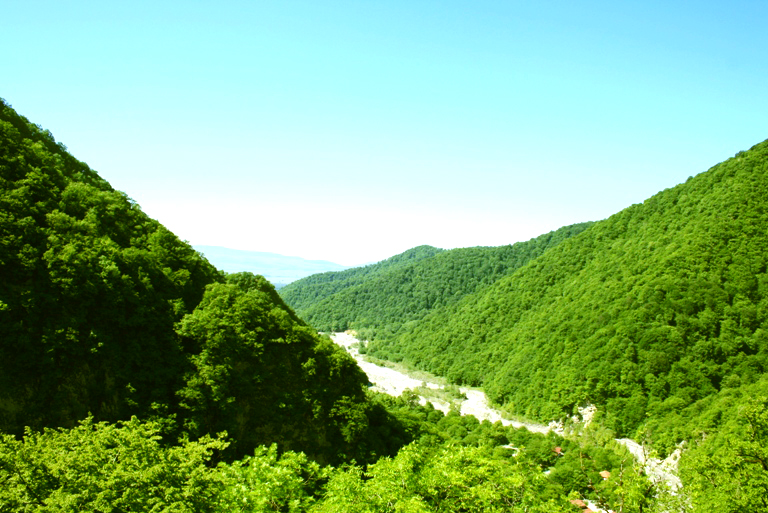
Natur im Rayon İsmayıllı

İsmayıllı, auch Ismailli, ist ein Rayon in Aserbaidschan. Hauptstadt des Bezirks ist die Stadt İsmayıllı.

## Geschichte
Der Bezirk wurde im November 1931 aus Teilen der Provinzen Goychay, Scheki und Schamachi geschaffen.

## Geographie
Der Bezirk umfasst 2074 km². Die Landschaft gehört zum Großen Kaukasus und ist teilweise bewaldet. Es gibt Vorkommen an Ton und viele Mineralquellen.

## Bevölkerung
Im Rayon leben 87.900 Einwohner (Stand: 2021). 2009 betrug die Einwohnerzahl 79.100. Diese leben in einer Stadt, zwei größeren Siedlungen und 125 Dörfern. Über 80 % der Bevölkerung sind Aserbaidschaner, eine große Minderheit sind Lesgier.

## Wirtschaft und Medien
In der Stadt Lahich werden Teppiche geknüpft und Kupferschmiede sind ansässig. Im Bezirk werden Getreide, Wein und Obst angebaut sowie Viehzucht betrieben. Außerdem gibt es mehrere Keltereien.
In der Region wird seit 1934 eine regionale Zeitung herausgegeben. Bis 1966 war dies die Yeni Ismayilly, danach Zehmetkesh und seit 1991 Djavanshir yurdu . Seit Februar 1993 hat der Bezirk einen eigenen Radiosender, der werktags 30 Minuten lang sendet.

## Sehenswürdigkeiten
Ismayıllı ist bekannt für seine historische Siedlungen Basgal, Lahic und Ivanovka. Basgal ist eine der alten Siedlungen auf der Großen Seidenstraße im Bezirk Ismayilli in Aserbaidschan. Basgal ist vom Stadtzentrum Ismayilli etwa 15 km entfernt  Lahic stellt ein einzigartiges Denkmal der alten Architektur und Stadtbau dar. Lahic war ein Handwerk und Handelszentrum, das auch außerhalb des Kaukasus bekannt war. Im 18 Jh. Das russische Dorf Ivanovka befindet sich 18 km entfernt vom Stadtzentrum Ismayilli. Im Dorf leben ca. 1500 Molokanen (Russen). Das seit 1840 bestehende Dorf Ivanovka wurde von Ivan Peršin, auch Namensgeber, gegründet.